# Phaseolus tuerckheimii
Phaseolus tuerckheimii är en ärtväxtart som beskrevs av John Donnell Smith. Phaseolus tuerckheimii ingår i släktet bönor, och familjen ärtväxter. Inga underarter finns listade i Catalogue of Life.